# Keimolan Moottoristadion
Das Keimolan Moottoristadion war eine Motorsport-Rennstrecke in Finnland. Sie war zum Zeitpunkt ihrer Eröffnung 1966 die erste permanente Rennstrecke Finnlands. Aufgrund wirtschaftlicher Schwierigkeiten wurde der Betrieb der Anlage 1978 nach nur zwölf Jahren eingestellt.

## Lage

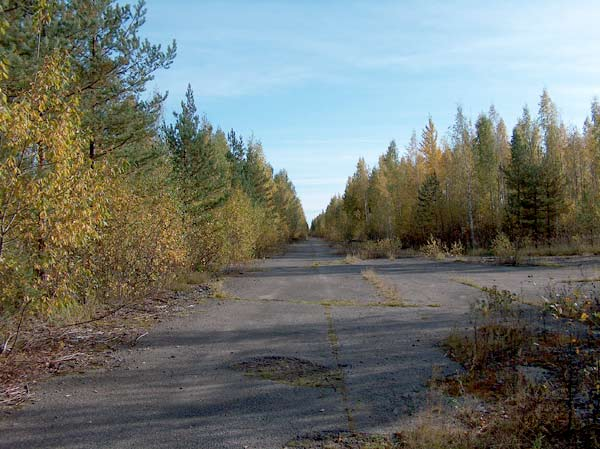
Die Start-Ziel-Gerade – Zustand 2005

Die Strecke lag im Stadtteil Keimola in Vantaa bei Helsinki, circa 10 km westlich des Flughafens Helsinki-Vantaa. Die Strecke befand sich unmittelbar an der Staatsstraße 3, dem Hämeenlinnanväylä. Auf dem Gelände der Strecke liegt heute der Stadtteil Keimolanmäki.

## Geschichte
Die 3,3 km lange Strecke wurde 1965 als Ersatz für den 1963 wegen Sicherheitsbedenken endgültig aufgegebenen Eläintarhanajo-Stadtkurs in Helsinki konzipiert. Sie war zu diesem Zeitpunkt die erste permanente Rennstrecke in Finnland und wurde von einem der bekanntesten finnischen Rennfahrer der 1950er-Jahre, Curt Lincoln erbaut. Dieser war auch der Schwiegervater von Jochen Rindt. Die Eröffnung erfolgte am 12. Juni 1966.
Die Strecke litt von Beginn an unter einem zu geringen Zuschaueraufkommen, sowie an Lärmauflagen des gegenüber der Strecke gelegenen Stadtteils, was den Ausbau der Anlage über die Jahre hin verzögerte. Die Strecke wurde 1968 von der Wihuri-Gruppe gekauft, nachdem ihr Betrieb für Curt Lincoln eine zu große finanzielle Belastung geworden war. Aufgrund weitere anhaltender finanzieller Probleme versuchte man mit Dragster-Rennen, Rallycross-Veranstaltungen oder auch Rockkonzerten in den 1970ern mehr Zuschauer anzulocken. Da jedoch keine weiteren publikumsträchtigen Rennen veranstaltet werden konnten, musste die Strecke 1978 ihre Tore schließen.
Die ebenfalls in den 1970ern erbaute Kartbahn blieb bis 2008 geöffnet und war Übungsort der später finnischen Formel-1-Stars Mika Salo und Mika Häkkinen.

## Veranstaltungen

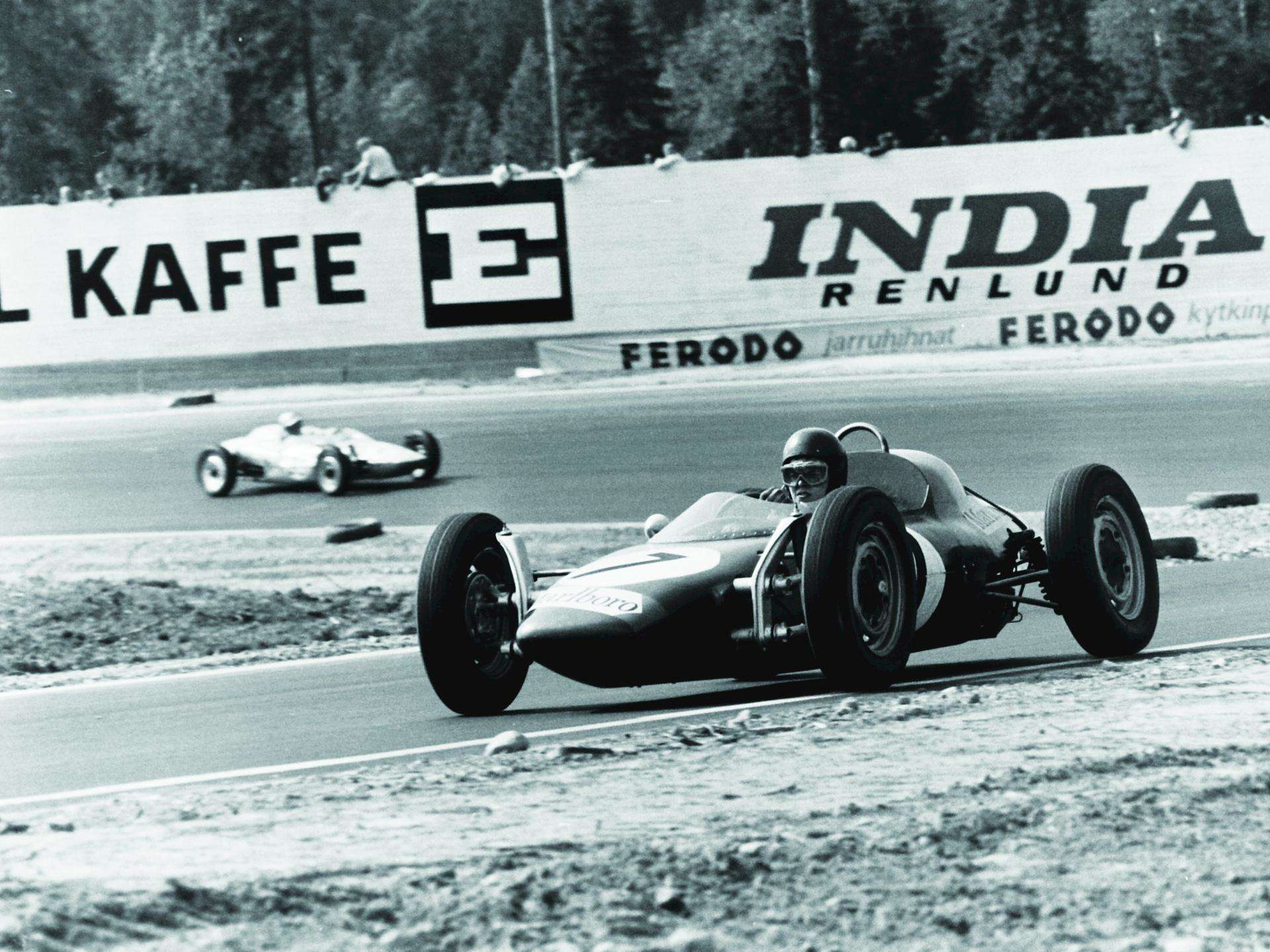
Veemax-Rennwagen in Keimola (1966)

Die ersten großen Rennen waren die der Formel 2 und Formel 3. Sie wurden als Großer Preis von Finnland gewertet. 1969 kam dann auch die Nordic-Challenge nach Keimola. Diese war vom technischen Reglement eine der Vorgängerserien der Interserie, die dort 1970 erstmals Station machte. Die Interserie gilt rückblickend als Höhepunkt in der Geschichte der Strecke. Sie machte zwischen 1970 und 1972 drei Mal Station in Keimola.
Neben Langstreckenrennen für Sportwagen waren auch Formel V und Tourenwagen sowie Motorräder und Seitenwagen auf der schnellen Piste unterwegs.
Insgesamt wurden in Keimola fünf Rallycross-Europameisterschaftsläufe ausgefahren, am 9. Juni 1974 (Sieger: Björn Waldegård, Schweden, Porsche Carrera RSR), 1. Juni 1975 (Sieger: Dick Riefel, Niederlande, VW 1303S mit Porsche-Carrera-Motor), 30. Mai 1976 (Sieger: Franz Wurz, Österreich, Lancia Stratos HF), 29. Mai 1977 (Sieger: Herbert Grünsteidl, Österreich, Renault-Alpine A310 V6) sowie am 28. Mai 1978 (Sieger TW-Division: Per-Inge Walfridsson, Schweden, Volvo 343 Turbo; Sieger GT-Division: Olle Arnesson, Schweden, Porsche Carrera).

## Nach der Schließung

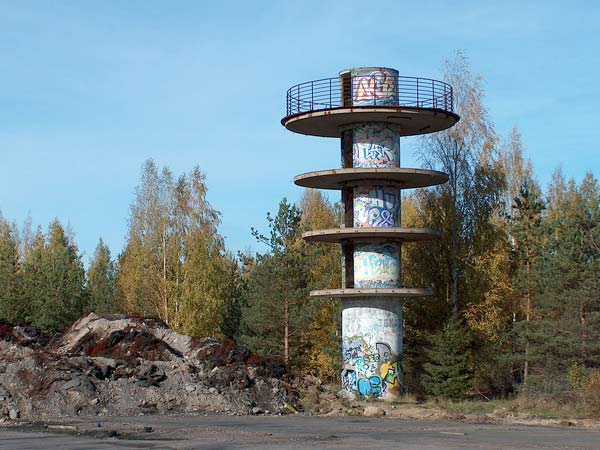
Der Turm der Rennleitung – Zustand 2005

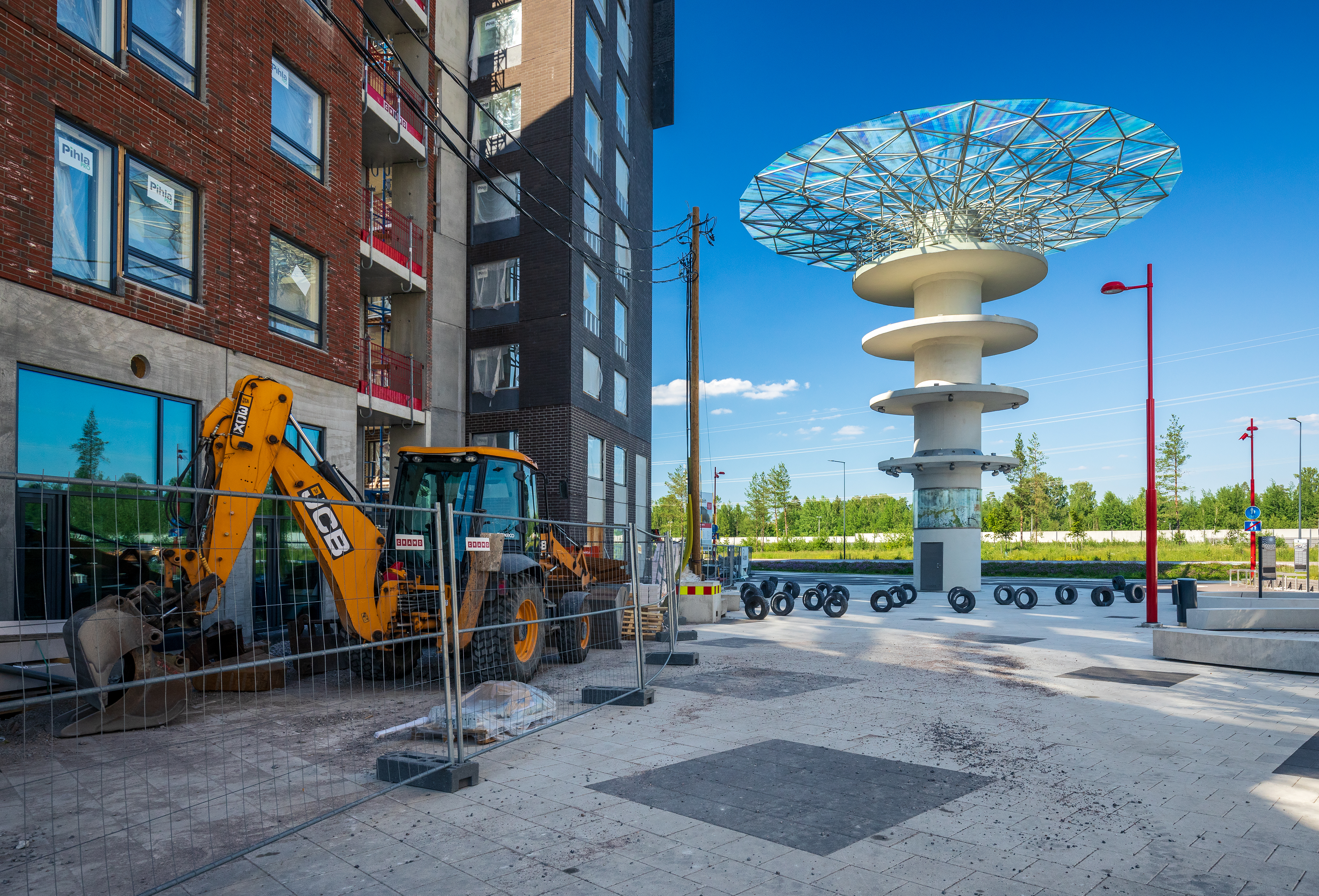
Der Turm der Rennleitung als zum Kunstwerk umgewidmetes Erinnerungsdenkmal an die Strecke – Zustand 2022

In den Jahren 1987 und 1988 wurden illegale Motorradrennen auf der geschlossenen Strecke durchgeführt. Durch eine Kollision eines Motorradfahrers mit einem Elch wurde die Presse auf ebendiese Spektakel aufmerksam. Deswegen machte man bald darauf die Strecke durch tiefe Gräben unbefahrbar.
Im Jahr 2004 zerstörte ein durch mit Feuerwerkskörpern spielende Jugendliche gelegtes Feuer, das erst nach drei Tagen unter Kontrolle gebracht werden konnte, große Teile des ehemaligen Fahrerlagers, unter anderem auch die noch existierenden Reste des Turms der Rennleitung.
Im Frühjahr 2015 wurde mit dem Bau des Wohngebietes Keimolanmäki an der Stelle der Rennstrecke begonnen. Die Geschichte von Keimola spiegelt sich in den neuen Straßen wider, die dem Verlauf der Strecke folgen. Der Kontrollturm, der zum Symbol der Strecke geworden war, wurde 2018–2019 renoviert und als Erinnerungsstätte belassen. Die ersten Bewohner zogen im Sommer 2016 in das Wohngebiet ein.